# Gomphurus gonzalezi
Gomphurus gonzalezi is een echte libel uit de familie van de rombouten (Gomphidae).
De wetenschappelijke naam van de soort werd in 1992 als Gomphus gonzalezi gepubliceerd door Sidney Dunkle.
De soort staat op de Rode Lijst van de IUCN als onzeker, beoordelingsjaar 2016.